# Región de Lagunes
Lagunes (significado literal de "lagunas" en francés) era hasta 2011 una de las 19 regiones de Costa de Marfil. La capital de la región era Abiyán, que es también la ciudad más populosa del país. Ocupando 14.200 km², posee 5.629.072 habitantes (2012).

## Geografía
Esta región limitaba con las regiones de Fromager y Sud-Bandama al oeste, Lacs y N'zi-Comoé al norte, Agnéby, Moyen Comoé y Sud Comoé al este, mientras al sur limitaba con el océano Atlántico.

## Departamentos
Lagunes estaba dividida en 6 departamentos:
- Abiyán
- Alépé
- Dabou
- Grand-Lahou
- Jacquesville
- Tiassalé